# Rustenfelde
Rustenfelde is een gemeente in de Landkreis Eichsfeld in het noorden van Thüringen in Duitsland.
Rustenfelde is een van oorsprong Hoogduits sprekende plaats, en ligt aan de Uerdinger Linie. Rustenfelde telt 512 inwoners.